# Баньян (одежда)
Баньян (порт. banian ← араб. ِبنيان‎, банйа̄н ← гудж. વાણિયો [vāṇiyo] «торговец») — просторный халат, мужская и женская домашняя одежда, распространённая в европейской моде в XVII—XVIII веках. Баньян появился в подражание японским кимоно, привезённым в Европу Голландской Ост-Индской компанией в середине XVII века. В наши дни баньян носят в англоязычных регионах Индии и в других странах Индийского субконтинента.
Первые баньяны появились в гардеробе голландской знати, благодаря установленным с 1609 года торговым отношениям с Японией. Свободный, Т-образный или кимоно-подобный баньян из хлопка, льна или шёлка носился как халат или как неофициальная домашняя одежда поверх рубашки и бриджей. Крой его был en chemise с цельнокроеными рукавами (не такими длинными как у кимоно). Часто баньян дополнялся тюрбаном или шапероном, надеваемым вместо официально принятого в тот период парика. Также на голову мог одеваться ночной колпак или же домашняя шапка, схожая с ним по форме. Другой вид баньяна кроился по типу приталенного пальто с узкими рукавами, застёгивался на пуговицы и петлицы.
Женщины XVIII века надевали баньян по утрам поверх сорочки перед утренним туалетом или вечером перед сном.
Во влажном климате колониальной Виргинии джентльмены надевали лёгкие баньяны как неофициальную одежду для прогулок. Баньяны пользовались популярностью при написании портретов заказчиков философского или интеллектуального склада. Бенджамин Раш писал:

Свободная одежда способствует лёгкой и энергичной тренировке ума. Это замечание столь очевидно и столь общеизвестно, отчего мы часто встречаем портреты образованных мужчин в баньянах, сидящих в своих библиотеках.Оригинальный текст (англ.)Loose dresses contribute to the easy and vigorous exercise of the faculties of the mind. This remark is so obvious, and so generally known, that we find studious men are always painted in gowns, when they are seated in their libraries.
В России, по-видимому, в данный период термин «баньян» по отношению к домашнему халату не употреблялся.

## Галерея
- Джеймс Торнхилл "Исаак Ньютон" (1709–1715)
- Д. Г. Левицкий "Портрет Прокофия Акинфиевича Демидова" (1773). Третьяковская галерея
- Чарльз Уилсон Пил "Портрет Бенджамина Раша" (1783)
- Мужской шёлковый приталенный баньян 1750-1760 годов. Музей искусств округа Лос-Анджелес